# Varjagové

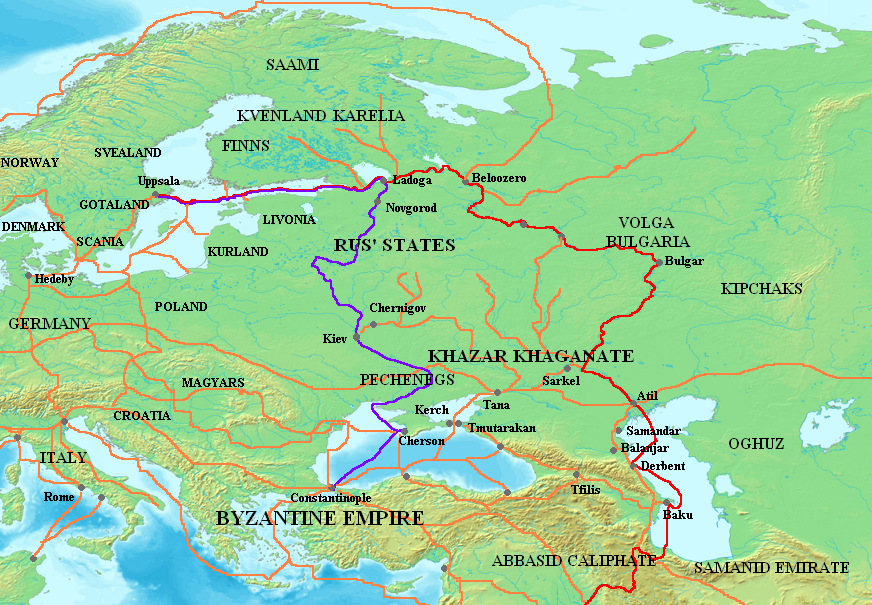
Mapa s hlavními varjažskými obchodními trasami: Cesta ze Skandinávie do Persie (červená) a cesta od Varjagů k Řekům (fialově). Ostatní cesty z 8.-11. století jsou oranžově.

Varjagové (ukrajinsky варяги, varjagy; rusky варяги, varjagi; řecky Βάραγγοι, Varangoi; staroseversky væringjar) byli švédští vikingové, kteří podnikali obchodně-kořistnické výpravy do východní Evropy, Černomoří a Kaspicka. Jejich zdejší slovanské a řecké/byzantské označení mělo původ ve vlastním skandinávském pojmenování, jež označovalo člena družiny, vázaného přísahou věrnosti (vár) svému náčelníku. Varjagové nebyli výhradně švédského původu; zejména od druhé poloviny 11. století mezi nimi bylo i mnoho Anglosasů, Slovanů a Ugrofinů. Pojem „varjag“ neoznačoval pouze etnickou příslušnost, ale i sociální postavení. Varjagové byli někdy rovněž i elitní družiny ozbrojených kupců.

## Oblast výbojů
První varjagové se objevili v severovýchodní Evropě kolem roku 800. Přistáli na pobřeží Finského zálivu a poté začali pronikat do vnitrozemí. Jejich první cesta vedla po Něvě, Ladožském jezeře a proti proudu řeky Volchov do Ilmeňského jezera. V této oblasti si varjagové vybudovali první opevněné základny. Jedna z nejstarších a nepochybně nejvýznamnějších byl Aldeigjuborg (nyní Stará Ladoga), situovaná nedaleko ústí Volchova do Ladožského jezera. Odtud pronikli po vodních plochách a tocích dále na Volhu a po Kaspickém moři do vzdálených arabských zemí. Na této trase obchodovali s Volžskými Bulhary, Chazary a Araby. Kromě této „arabské“ obchodní cesty se později, v polovině 9. století, ustálila druhá, známější cesta vedoucí „od Varjagů k Řekům“ (iz Varjag v Greki), to znamená ze Švédska přes Baltské moře do Finského zálivu a dále: proti proudu Něvy do Ladožského jezera, kde se u Aldeigjuborgu vplulo do Volchova, proti jeho proudu do jezera Ilmeň a dále na jih proti proudu Lovati na Dněpr a dále do Černého moře a přes něj do byzantské říše. Alternativní cesta vedla z Rižského zálivu proti proudu Západní Dviny (Daugavy) a opět na Dněpr.
Varjagové si budovali nejen své základny, ale využívali i již existující městské pevnosti. Později se v některých starých slovanských centrech (Novgorod, Bělozersk, Polock, Kyjev) zmocnili vlády a začali vybírat od místních obyvatel tribut v naturáliích, které byly následně využívány v dálkovém obchodu jako zboží. To bylo typické také pro první vládce Kyjevské Rusi – Rurikovce.

## Ve službách Byzance

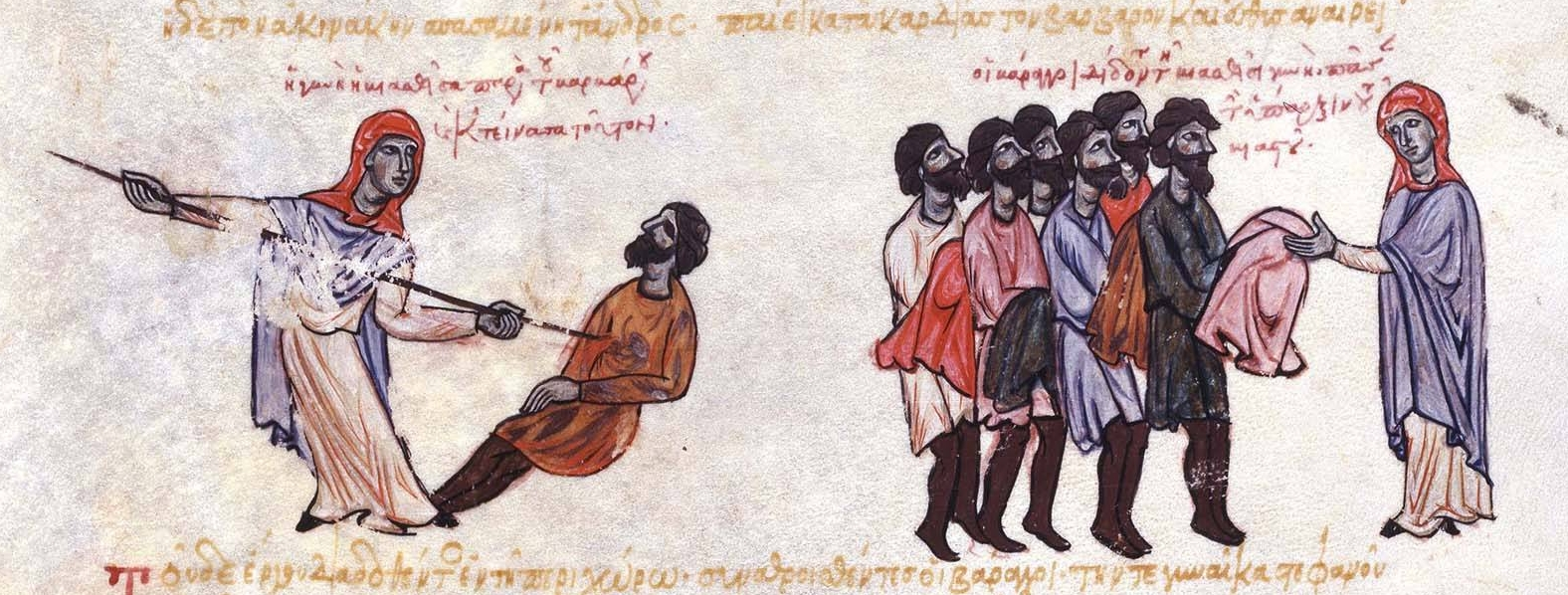
Varjagové jako palácová garda byzantských císařů zobrazení v iluminovaném rukopise kroniky Ioanna Skylitza Σύνοψις Ἱστοριῶν, Synopsis historion

Později se varjagové proslavili jako profesionální bojovníci ve službách významných panovníků. Varjažskou gardu měli zejména byzantští císaři. Už k roku 911 se váže zpráva o obchodní dohodě mezi císařem Leonem VI. Moudrým a kyjevským knížetem Olegem, jejíž součástí byla i možnost najímat varjažské družiníky do služeb císaře. Skutečně masivní příliv varjagů do Konstantinopole nastal o 70 let později, když veliký kníže kyjevský Vladimír I. poslal (asi r. 988) svému budoucímu švagrovi Basileiovi II. Bulharobijci na pomoc zhruba 6000 bojovníků ze své družiny. Ti již zůstali v císařových službách a stali se osobní, průběžně doplňovanou, panovníkovou gardou.
Později tvořili základ elitního vojska, které bylo posíláno např. i do bojů ve Středomoří, kde se Byzanc snažila uchránit poslední zbytky držav – ještě za Basilea zasahovali v bojích proti Normanům (ti byli taktéž vikinského původu!) v jižní Itálii (Apulii); o 20 let později (1038) pomáhali pod vedením slavného generála Georgia Maniaka vyhnat Araby ze Sicílie. V poslední italské výspě Byzance, Bari, byli od r. 1041 stálou posádkou.
Ve stejný rok, kdy Normané definitivně dobyli Bari (1071), padla prakticky celá varjažská družina na bojišti u Mantzikertu. Po této katastrofě se začalo složení družiny měnit: přibývalo Anglosasů a Dánů (i v souvislosti s dobytím Anglie Normany r. 1066).

## Kolonisté severozápadní Rusi
Od těchto elitních oddílů ozbrojených dálkových kupců je třeba odlišit severské obyvatelstvo, které přicházelo do východní Evropy s úmyslem kolonizovat zdejší nepříliš hustě osídlené kraje a jemuž zřejmě náleželo finské pojmenování Ruotsi (dnes má toto slovo význam „Švédsko“). Na rozdíl od varjagů byli skandinávští obyvatelé, kteří se usadili jižně od Finského zálivu, brzy asimilováni slovanským a zčásti i finským etnikem. Etnonymum „Rus'“ se však zachovalo a později se stalo pojmenováním pro území kyjevských Slovanů, na kterém vládla dynastie varjažského původu (Rurikovci), a později se stal názvem veškerého majetku kyjevských knížat.